# محافظة هابتشون
محافظة هابتشون ((الكورية: 합천군): هابتشون غون) هي محافظة تقع في مقاطعة غيونغسانغ الجنوبية، كوريا الجنوبية. وبلغ عدد سكانها 50،290 نسمة، عام 2013.

## أعلام
- كم جونغ غك
- تشون دو هوان

## وصلات خارجية
- الموقع الإلكتروني لحكومة المحافظة
- [وصلة مكسورة]